# 銭昌祚 (航空技術者)
銭 昌祚（せん しょうそ / チェン・チャンツォ、光緖28年農暦7月4日（1902年8月7日） - 1993年2月9日）は、中華民国の航空技術者、空軍技官、官僚。字は莘覚、惺覚。父方の従兄弟に資源委員会委員長、国防部科学委員会委員などを務めた銭昌照。

## 生涯
江蘇省常熟県鹿苑鎮（今張家港市）出身。1913年に上海私立浦東中学入学。1917年、清華学校に入学し、1919年に卒業後米国に留学、マサチューセッツ工科大学機械学科で学ぶ。1921年機械工学学士を得て、同年同大学の航空機械工学科修士班に転入、1924年修士学位を得て帰国。浙江公立工業専門学校（現：浙江大学）及び清華大学教授、杭州市公用局科長。1928年以降は軍の航空技術方面に関わり、航空署秘書兼翻訳、軍政部兵工研究委員会助理委員、軍政部航空学校教員などを経て、1931年12月10日、軍政部航空学校教育長。
1933年7月18日、国民政府軍事委員会航空署技術処処長。10月、周徳鴻、陳昌祖と航空機械学校準備委員会を設置し、創校計画草案を作成。また同年、空軍航空技術者養成のため各工科大学に航空工程学科の設立を建議する。当時国防設計委員会副秘書長だった銭昌照も秘書長の翁文灝とともに清華大学工学院院長の願毓琇や校長の梅貽琦、理学院院長の葉企孫に書簡を送り後押しした。結果、翌年には清華大学で航空工程組の設置準備が始まった。
1934年4月1日、中国航空工程学会会長。同年5月、国民政府航空委員会成立に伴い第四処（技術処）処長。1936年3月16日、南昌老営房飛行場内にて航空機械学校が正式に開校すると校長に就任。1937年1月4日、空軍二等機械正（中佐相当）。1938年3月、航空委員会技術庁（長：黄光鋭）副庁長、代理庁長。
1940年、南川第二飛機製造廠廠長。1941年5月、ラングーンへ米航空機P-40Bの受領に赴く。同年6月、ビルマとの国境に近い瑞麗市の雷允飛機製造廠監理。翌1942年1月、日本軍がビルマへの侵攻を開始し、モールメン、ラングーンを次々と陥落すると、4月27日午前、廠長・曾桐召ら全工員を集め撤退を指示。5月1日までに保山への撤退を完了させ、蔣伯范率いる警衛大隊に命じ廠舎を焼却させた。1943年、渡米しワシントンD.C.の航空委員会駐米弁事処での業務に就く。1944年12月、航空委員会参事。
1946年6月5日、国防部第六庁庁長。11月22日、空軍一等機械正（大佐相当）。1947年4月17日、国防部国防科学委員会委員（～49年）。また設計委員会主任委員兼任。1948年9月22日、空軍技官の最高階級である空軍機械監（少将相当）。
1949年に台湾に渡り、1950年2月、経済部常務次長（～52年4月17日）。1951年4月、台湾銀行進口外匯初審委員会委員、および行政院美援運用委員会委員兼任。1955年3月5日、第11回アジア極東経済委員会大会に中華民国代表として出席。
その後、行政院経済安定委員会秘書長、外匯貿易審議委員会（主任委員：徐柏園）副主任委員、中央信託局常務理事、台湾手工業中心董事長を歴任。1969年、米国との合弁国営会社・慕華公司董事長。
中国航空工程学会、中国機械工程学会、中国工程師学会会長、理事長、南カリフォルニア大学客員教授。1973年2月に退職し、1975年に渡米、以後ロサンゼルスにて隠居生活を送る。1988年病死。著書に《惺覚論選》及び《浮生百記》。

## 栄典
- 四等雲麾勲章 - 1945年8月14日[12]